# اسپرد ایگل (پوزیشن)
عقاب بال‌باز یا عقاب بال گسترده (به انگلیسی: Spreadeagle) که گاهی به صورت spread eagle یا spread-eagle هم نوشته می‌شود، حالتی است که در آن فرد دست‌ها را کاملاً باز کرده و پاها را از هم فاصله می‌دهد، به طوری که به‌طور مجازی شبیه عقابی با بال‌های باز به نظر می‌رسد. این حالت در طبیعت و هندسه به‌طور رایج دیده می‌شود و در حالت انسانی با حرف «X» نمایش داده می‌شود.
حالت عقاب بال‌باز در زمینه‌های مختلف فعالیت‌های انسانی، به ویژه ورزش‌ها، بسیار مشاهده می‌شود. این حالت در وزنه‌برداری المپیکی، هلهله‌چی، اسکی نمایشی، ژیمناستیک، بسکتبال، شنا و رقص‌هایی مانند باله معاصر به کار می‌رود. حرکت عقاب بال‌باز در اسکیت روی یخ یکی از حرکات مهم این رشته است که باعث شده این ورزش به این حالت شناخته شود. همچنین این حالت در سقوط آزاد، سنگ‌نوردی و موتورکراس آزاد نیز دیده می‌شود.

## پوزیشن جنسی
پوزیشن عقاب بال‌باز یکی از روش‌های آمیزش جنسی است که در آن یکی از شرکا کل یا بخشی از حالت عقاب بال‌باز را به‌کار می‌گیرد. یکی از ساده‌ترین شکل‌ها این است که طرف پایین روی کمر دراز کشیده و دست‌ها و پاها را به صورت گسترده باز نگه دارد (حالت به پشت خوابیده). این حالت نوعی واریاسیون از پوزیشن میسیونری (موقعیت مرد بالا) است و اجازه دخول جنسی عمیق را می‌دهد. این پوزیشن برای تحریک دستی مانند ماساژ اروتیک نقطه جی یا تحریک کلیتوریس با انگشت یا اسباب‌بازی جنسی نیز استفاده می‌شود.[ تحریک کلیتوریس می‌تواند توسط هر یک از شرکا انجام شود و قابل ترکیب با دخول است. این حالت همچنین برای آمیزش جنسی دهانی محبوب است و می‌توان آن را با ماساژ واژینال همراه کرد. برای طرف دریافت‌کننده این پوزیشن راحت است، هرچند که فرد تحریک‌کننده ممکن است درد گردن را تجربه کند که ممکن است باعث شود نتواند مدت زیادی باقی بماند تا طرف مقابل به ارگاسم برسد.
چندین نوع دیگر از این پوزیشن وجود دارد:
- پوزیشن معکوس عقاب بال‌باز[۳] که کمتر رایج است، حالتی است که طرف پایین به صورت روی شکم (صورت پایین) دراز می‌کشد که نوعی از موقعیت جنسی داگی استایل است.[۷] اگر یکی از پاها صاف و دیگری خمیده باشد، این حالت به نام «عقاب شکسته» شناخته می‌شود.[۸]
- عقاب یا «نشانه صلح»[۹] که طرف پایین روی کمر خوابیده و پاهای خود را به صورت گسترده به شکل حرف V در هوا نگه می‌دارد، هرچند دست‌ها معمولاً باز نیستند.[۱۰] گفته می‌شود این حالت به دلیل زاویه دخول برای تحریک نقطه جی بهتر است.[۱۱] این حالت می‌تواند با آلت مردانه یا ویبراتور نقطه جی انجام شود.[۱۲] این پوزیشن هم برای آمیزش جنسی واژینال و هم برای آمیزش جنسی مقعدی کاربرد دارد.[۱۳] پوزیشن آمیزش جنسی شمع‌کوب که شبیه این حالت است ولی باسن طرف پایین به هوا بلند شده و پاها به زمین نزدیک هستند، می‌تواند به نسخه عقاب بال‌باز تبدیل شود اگر پاها باز شوند.[۱۴] این حالت گاهی «عقاب بلند پرواز» نامیده می‌شود.[۱۵]
- عقاب ایستاده، حالت عقاب بال‌باز را به حالت عمودی تبدیل می‌کند. معمولاً طرفی که پاهایش باز است یا به دیوار تکیه داده شده یا روی یک پا ایستاده و پای دیگر را باز کرده است. حالت دیگری برای زوج‌هایی با قدهای متفاوت وجود دارد که در آن یکی روی لبه میز یا تخت پاهایش را باز نگه می‌دارد و دیگری ایستاده دخول می‌کند. حالت دیگری به نام عقاب بال‌باز روی مبل وجود دارد که یکی روی لبه تخت، مبل یا دو صندلی می‌ایستد و اسکوات می‌کند تا دخول ایستاده انجام شود.[۱۶]

همچنین پاها نیز در اعمال جنسی میان زنان در فعالیت جنسی «طبق‌زنی» (پوزیشن قیچی) باز نگه داشته می‌شوند.

## بی‌دی‌اس‌ام

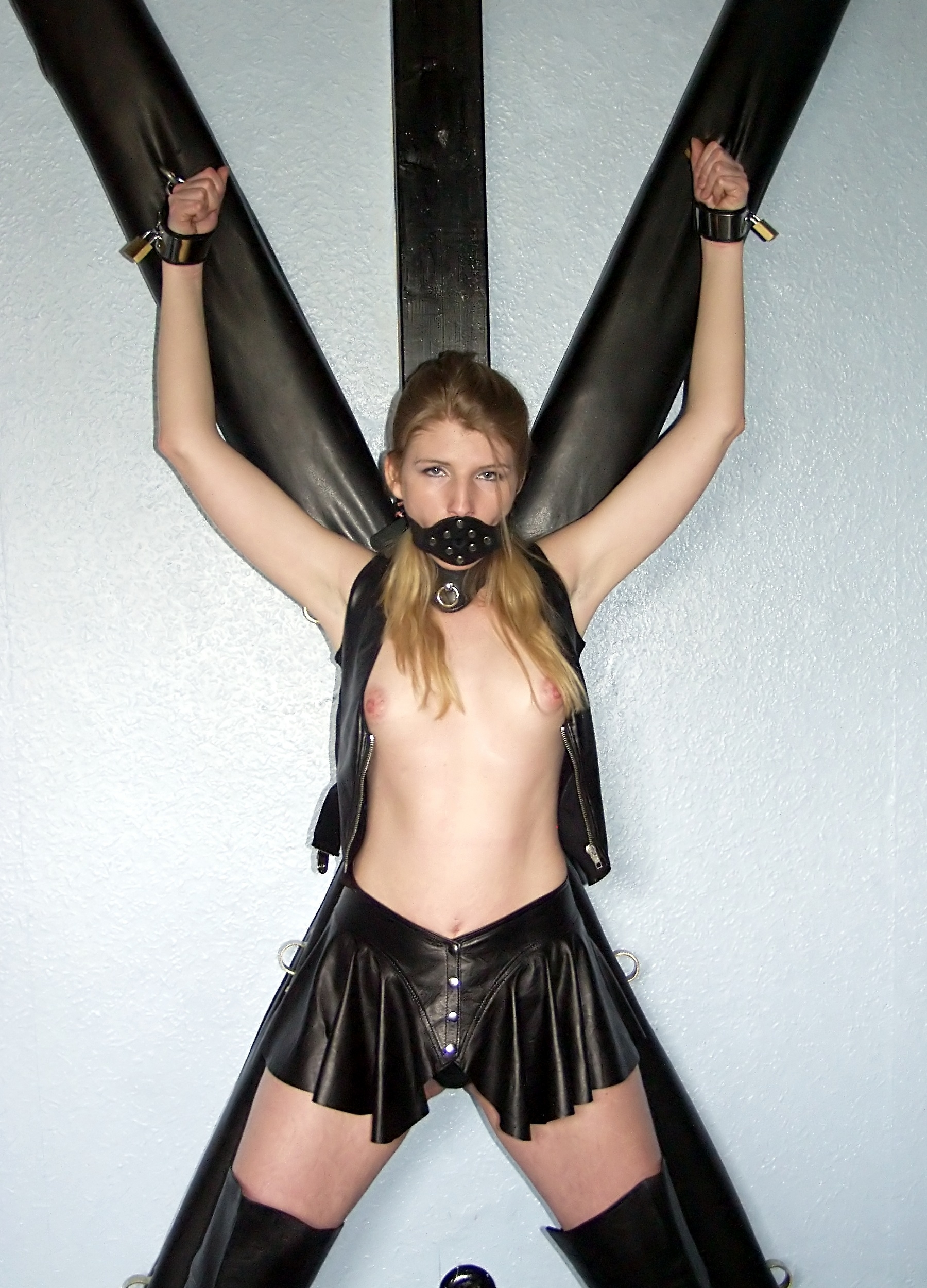
زن با سینه‌های برهنه که به حالت عقاب بال‌باز روی چارچوب X-cross ایستاده و ثابت شده است.

حالت عقاب بال‌باز همچنین به عنوان یک پوزیشن باندیج در بازی‌های بی‌دی‌اس‌ام استفاده می‌شود، جایی که طرف سلطه‌پذیر به تخت، میز مخصوص ساخته شده یا تجهیزات دیگر بسته می‌شود، گاهی به صورت سر پایین. معمولاً مچ دست‌ها و مچ پاها با طناب یا دستبندهای بانداج که به تسمه‌ها متصل هستند بسته می‌شوند. به جای آن، میله پاگشا (به انگلیسی: Spreader bars) استفاده می‌شود تا پاها یا دست‌های فرد را در فاصله مشخصی از هم نگه داشته و حالت عقاب بال‌باز را به شکل خوابیده روی شکم یا پشت ایجاد کنند.
چارچوب بانداج ثابت به شکل X به نام X-cross معمولاً در سیاه چال‌های بی‌دی‌اس‌ام دیده می‌شود. این چارچوب برای نگه داشتن و محدود کردن طرف سلطه‌پذیر در حالت عقاب بال‌باز طراحی شده و مچ دست‌ها، مچ پاها و گاهی کمر را می‌بندد. X-crossها اگر به دیوار وصل شوند معمولاً عمودی‌اند و اگر آزاد بایستند کمی به عقب خم می‌شوند و بنابراین طرف را در حالت ایستاده عقاب بال‌باز محدود می‌کنند. این حالت همچنین می‌تواند با طناب یا زنجیر وصل شده به نقاط مختلف ایجاد شود.
بانداج تعلیقی (به انگلیسی: Suspension bondage)، محل اتصال مچ‌ها را چه در حالت ایستاده و چه آویزان، برای حالت عمودی عقاب بال‌باز فراهم می‌کند. حالت آویزان عقاب بال‌باز در باندیج تعلیقی نیز استفاده می‌شود و تجهیزات چوبی یا فلزی مخصوص باندیج گاهی در سیاه چال‌های بی‌دی‌اس‌ام یافت می‌شود. میله پاگشا می‌توانند برای کسانی که روی چهار دست و پا زانو زده‌اند هم استفاده شوند تا دسترسی به باسن، ناحیه جنسی و مقعد آسان‌تر شود.
بانداج در حالت عقاب بال‌باز باعث بی‌حرکتی و احساس ناتوانی می‌شود و اغلب بخش زیادی از بدن را برای بازی‌های بی‌دی‌اس‌ام آزاد می‌گذارد. این بازی‌ها می‌توانند شامل ضربه زن (impact play) باشند، مخصوصاً اگر پشت و باسن در معرض قرار داشته باشند یا اگر جلوی بدن در معرض باشد، تحریک و اذیت جنسی انجام شود.
در تکنیکی به نام اسارت افتخاری (به انگلیسی: Honor bondage)، فرد سلطه‌پذیر بدون بستن ممکن است مجبور شود در حالت عقاب بال‌باز، چه ایستاده با یا بدون تکیه‌گاه و چه خوابیده، بدون حرکت باقی بماند. این حالت آسیب‌پذیری شدید ایجاد می‌کند و می‌تواند منبع تحقیر اروتیک باشد.

## مجازات نظامی
در جنگ داخلی آمریکا، سربازانی که به دزدی، خوابیدن حین انجام وظیفه یا بزدلی محکوم می‌شدند، ممکن بود به عنوان مجازات به مدت پنج تا شش ساعت با دست‌ها و پاهای باز (عقاب بال‌باز) به یک چرخ چوبی بزرگ بسته شوند.